# Tasha Tilberg
Tasha Tilberg (Chilliwack, 23 giugno 1979) è una supermodella canadese.

## Biografia
Tasha Tilberg è apparsa nelle campagne pubblicitarie di: Alberta Ferretti, Bloomingdale's, Comma, Fendi, Esprit, Gucci, Mango, Missoni, Moschino, Versace e Versus.
Ha sfilato per, tra gli altri: Alessandro Dell'Acqua, Anna Molinari, Balenciaga, Blumarine, Dolce & Gabbana, DKNY, Fendi, Versace, Genny, Iceberg, Jil Sander, Les Copains, Marc by Marc Jacobs, Missoni, Moschino, Narciso Rodriguez, Rifat Ozbek, Richard Tyler, Sportmax, Victor Alfaro, Versus, Isabel Marant, Miu Miu and Yohji Yamamoto.
È apparsa sulle copertine delle riviste: Mademoiselle, Vogue, W, Elle, Harper's Bazaar, Marie Claire e Flare ed è stata spokesmodel per CoverGirl.
Nel 2021 posa per una campagna per Zara Kids assieme ai figli fotografata da Matteo Montanari.

## Vita privata
Tasha Tilberg è sposata con la compagna da lungo tempo Laura Wilson. La coppia ha due gemelli, una femmina e un maschio di nome Bowie e Gray rirspettivamente, che Tasha ha partorito alla fine del 2012. Nel 2020 è incinta del terzo figlio, una bambina di nome Harkett nata nel 2021.

## Agenzie
- Marilyn Agency (New York)
- Oui Management (Parigi)
- d'management group (Milano)
- Select Model Management (Londra)
- Uno Models (Barcellona)
- Iconic Management (Amburgo)
- Modellink (Göteborg)
- Lizbell Agency (Vancouver)